# أكاست (مفصليات)
الأكاست (الاسم العلمي:†Acaste) هي جنس منقرض من ثلاثيات الفصوص يتبع فصيلة الأكاستيات من رتبة نظيرات عدسيات العيون.